# ジャネット・ジャクソン
ジャネット・ダミタ・ジョー・ジャクソン（Janet Damita Jo Jackson, 1966年5月16日 - ）は、アメリカ合衆国のシンガーソングライター、女優、ダンサー、音楽プロデューサー。兄の1人はマイケル・ジャクソン。
幼い頃から子役として活動し、1982年の歌手デビュー後、1986年のアルバム『コントロール』のヒットをきっかけにブレイク、1億8千枚以上のレコード総売り上げ枚数を誇るなど史上最も売れたアーティストの一人となった。
「それが愛というものだから」「トゥゲザー・アゲイン」「ダズント・リアリー・マター」など10曲の全米No.1ヒット（Billboard Hot 100）の他にも「リズム・ネイション」「イフ」「ゴット・ティル・イッツ・ゴーン」など多数のヒット曲を持つ。グラミー賞をはじめとする世界各国の数々の音楽賞にも多数のノミネートと受賞実績を持ち、女優としてエミー賞やゴールデングローブ賞も受賞。更にストレート・アライの一人としてLGBTQ支援団体から表彰も受けた。
彼女の音楽やスタイル、「リズム・ネイション」を始めとするミュージック・ビデオの数々はビヨンセやリアーナ、ブリトニー・スピアーズ、レディー・ガガなど21世紀のスターの面々の多くに加え、安室奈美恵など、日本の歌手にも大きな影響を与えた。
「ビルボードの選ぶ歴史上最も偉大なHot 100女性アーティスト」において3位。

## 経歴

### 出生・幼少期
アメリカ合衆国インディアナ州ゲーリーで、ジョセフ・ジャクソンとキャサリン・ジャクソンの娘として生まれる。彼女の生まれたジャクソン一家は有名で、マイケル・ジャクソンを含むジャクソン・ファイヴのメンバーは実兄である。10人兄弟の末子。（兄7人・姉2人。うち五番目の兄が夭折）
7歳にはMGMカジノの舞台に立ったが、本格的なデビューはティーンエイジャーになってからである。当初はアメリカのテレビドラマを中心に女優として活動した。

### 1980年代
兄弟のバックボーカルとしてのキャリアはあったものの、本格的にシンガーの道を歩み始めたのは1982年、彼女が16歳の頃である。A&Mレコードからファースト・アルバム『ヤング・ラヴ』をリリースしたが、商業的には不発であった。しかしそのアルバムからシングルカットされた楽曲「ヤング・ラヴ」がR&Bチャートの6位。3枚目のシングル「セイ・ユー・ドゥ」もまた15位まで上がったが、当時はアイドル歌手として、評価が低かった。
1984年、セカンド・アルバム『ドリーム・ストリート』を発表。兄のマーロンから提供され、以前よりもファンキーでアップテンポな楽曲「ときめきラブ・チャンス」で、その音楽性に進歩が見られたが、商業的には不成功に終わった。同年、18歳の若さでデバージのメンバーである歌手ジェイムズ・デバージと結婚したが、わずかな期間で離婚した。

#### ブレイク

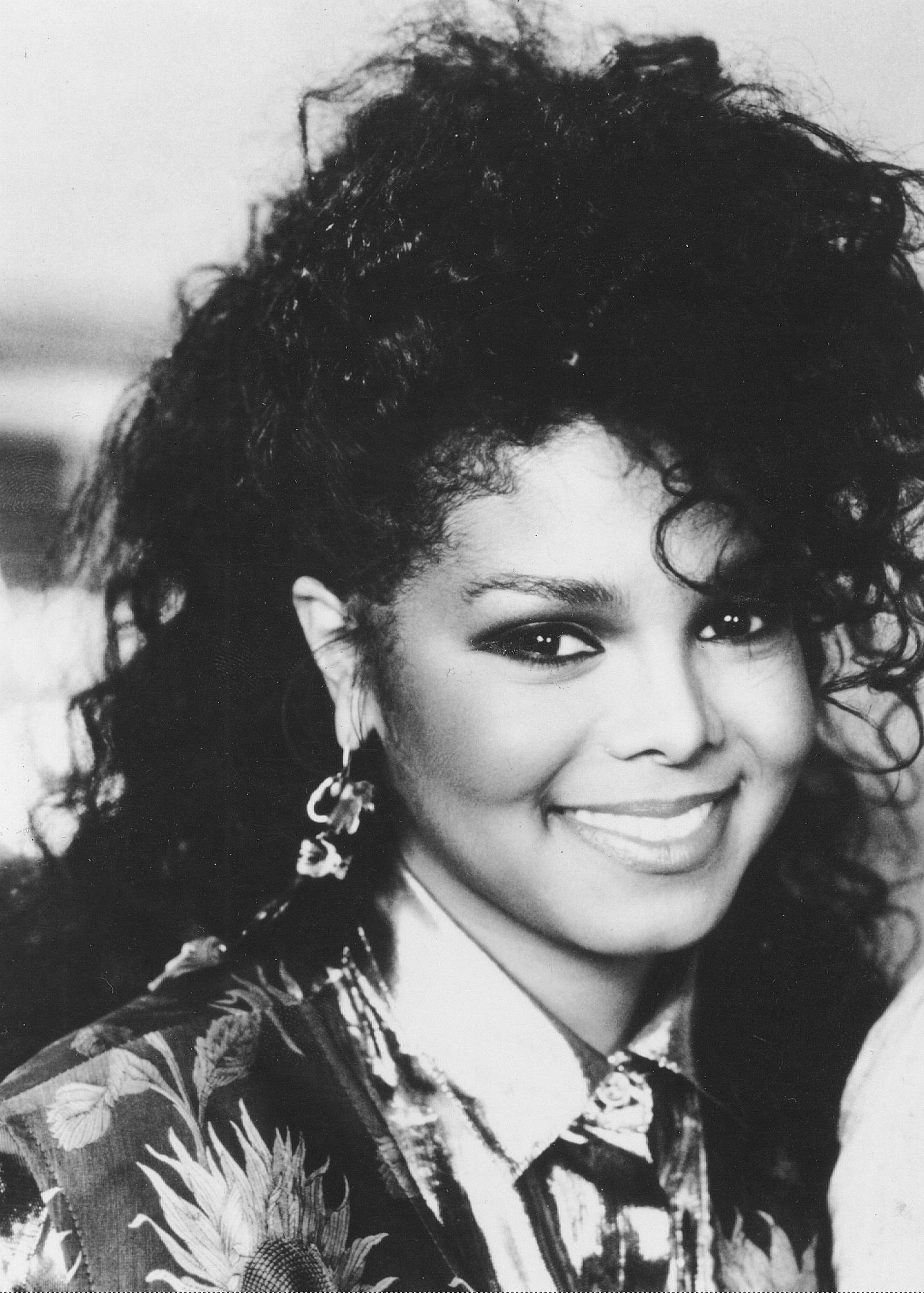
1986年の宣材写真

ジャネットは、次期アルバム制作のため、ミネアポリスで活躍中のプリンス一派のプロデューサーコンビ、ジミー・ジャム&テリー・ルイスの下へ。1986年、ジャネット自身が全面的に制作に関与したアルバム『コントロール』を発表。ジャクソン・ファミリーのプレッシャーから脱却したいジャネットと、ジャム&ルイスの組み合わせは功を奏し、アルバムは総合チャートBillboard 200とR&Bチャートの両方で1位を獲得。「ナスティ」、「恋するティーンエイジャー」「コントロール」など、全9曲のうち6曲がシングルカットされ、5曲がBillboard Hot 100で5位以内に入った。中でも「あなたを想うとき」はシングルチャートにて初の1位を獲得。本人も実質的な「私のファーストアルバム」と語っているほど、思い入れの強いアルバムである。また1995年に発売されたベスト・アルバム『デザイン・オブ・ア・ディケイド/グレイテスト・ヒッツ』（decade = 10年間）でも、1986年より前は無視されている。以来20年に渡って、ジャム&ルイスとのタッグは続き、他のプロデューサーと楽曲を制作することは少なかった。

### 1990年代
次のアルバムとなる『リズム・ネイション1814』は、1989年にリリースされ、翌90年にかけてヒットした。歌詞では人種差別・性差別やホームレス、薬物などの政治問題を取り入れたが、サウンド的には『コントロール』に当時流行っていたテディ・ライリーのニュージャックスウィングを効果的に組み合わせたものとなり、タイトル曲の「リズム・ネイション」は本家ニュージャックスウィングをも凌駕する完成度を誇るものとなっていた。アルバムトータルとしての完成度も高く、マイケルの『オフ・ザ・ウォール』に相当するアルバムが前作『コントロール』であるならば、今作は『スリラー』に匹敵する作品であり、ジャネットを一躍スターにした作品と言える。アルバムはポップスとR&Bのチャートで1位を獲得し、アルバムからシングルカットされたシングルの内、「ラヴ・ウィル・ネヴァー・ドゥー」など4曲が全米1位（Billboard Hot 100）を獲得する快挙を達成。
1990年の初来日公演では、東京ドームでの最高観客動員を記録した。これにより、Rhythm Nation Tourでは2度の来日公演（5月と11月）が実現した。同年には黒人女性として初となるMTV Video Music Awardsのビデオ・ヴァンガード賞を受賞。1992年には、ルーサー・ヴァンドロスとの、アップテンポのデュエット・シングル「ベスト・シングス・イン・ライフ・アー・フリー」がヒットした。

#### ヴァージンへの移籍

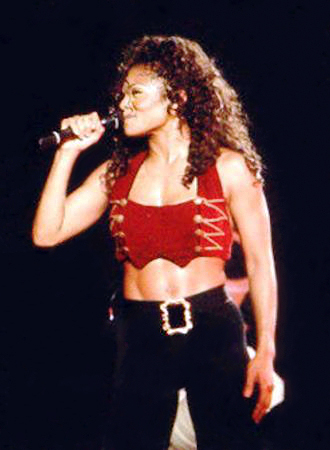
1993年

1993年のアルバム『ジャネット』からヴァージン・レコードに移籍。アルバムは2000万枚以上の売り上げを記録し、前作よりも多くの国のアルバムチャートで首位獲得やトップ10入りを果たした。アルバムからのファースト・シングル「それが愛というものだから」は、自身最長のビルボード8週連続1位を記録、これはマイケル含むジャクソン・ファミリーが発売したシングルの中でも最長の記録。このアルバムからセクシーな表現が一層目立つようになった。
同年『ポエティック・ジャスティス/愛するということ』（2パックと共演）で映画初出演、1994年度MTVムービー・アワード女性演技賞受賞。主題歌の「アゲイン」も全米1位を記録。
1995年には、マイケルとのデュエット曲「スクリーム」を発表。この曲は、マイケルのアルバムに収録されたにもかかわらず、ジャム&ルイスなどジャネット側の制作陣が手掛けた。同年には初のベスト盤『デザイン・オブ・ア・ディケイド/グレイテスト・ヒッツ』を発売。
1996年にはヴァージン・レコードと史上最高額となる8000万ドルでアルバム4枚分の契約を結んだ。

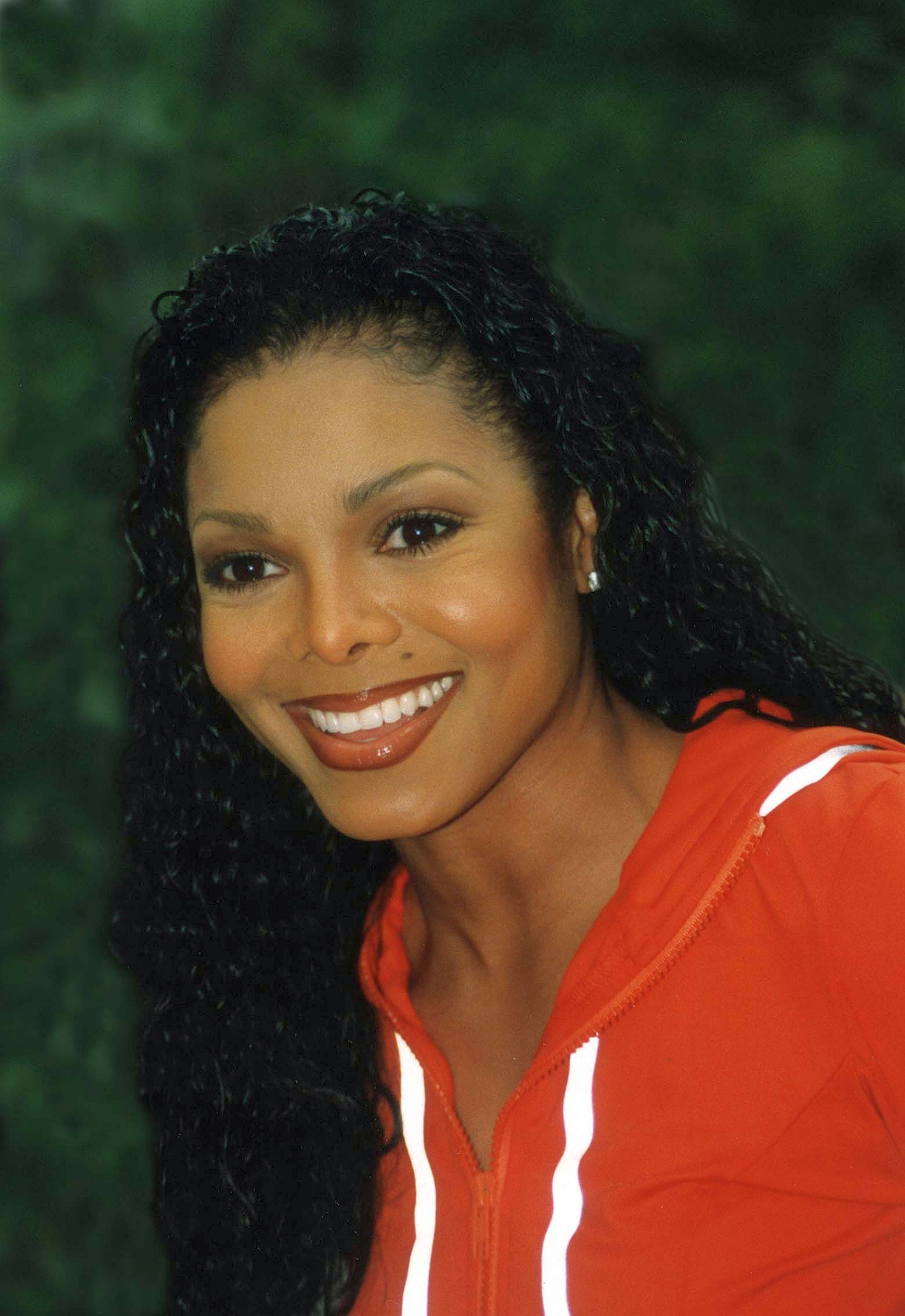
1998年

1997年、アルバム『ザ・ヴェルヴェット・ロープ』を発表。これ以降は姓を略した「JANET」名義で作品をリリースする場合がある。同性愛やSMやドメスティック・バイオレンスなど多様なテーマを取り上げた。セールスは前作を下回ったものの、亡くなった友人に捧げた曲「トゥゲザー・アゲイン」が全米1位のヒット。ファースト・シングルの「ゴット・ティル・イッツ・ゴーン」ではそれまで接点がなかったと思われるヒップ・ホップ畑からア・トライブ・コールド・クエストのQティップをゲストラッパーに迎え、それまでになくヒップ・ホップ色の濃い作品となっており、改めてジャネットの引き出しの多さを示す形となった。アルバムはそのタブーに切り込んだ作風から評価の高い一作となった。
1999年、長年に渡るボーイフレンドの レネ・エリゾンドと密かに結婚、そして離婚していたことを公表した。

### 2000年代

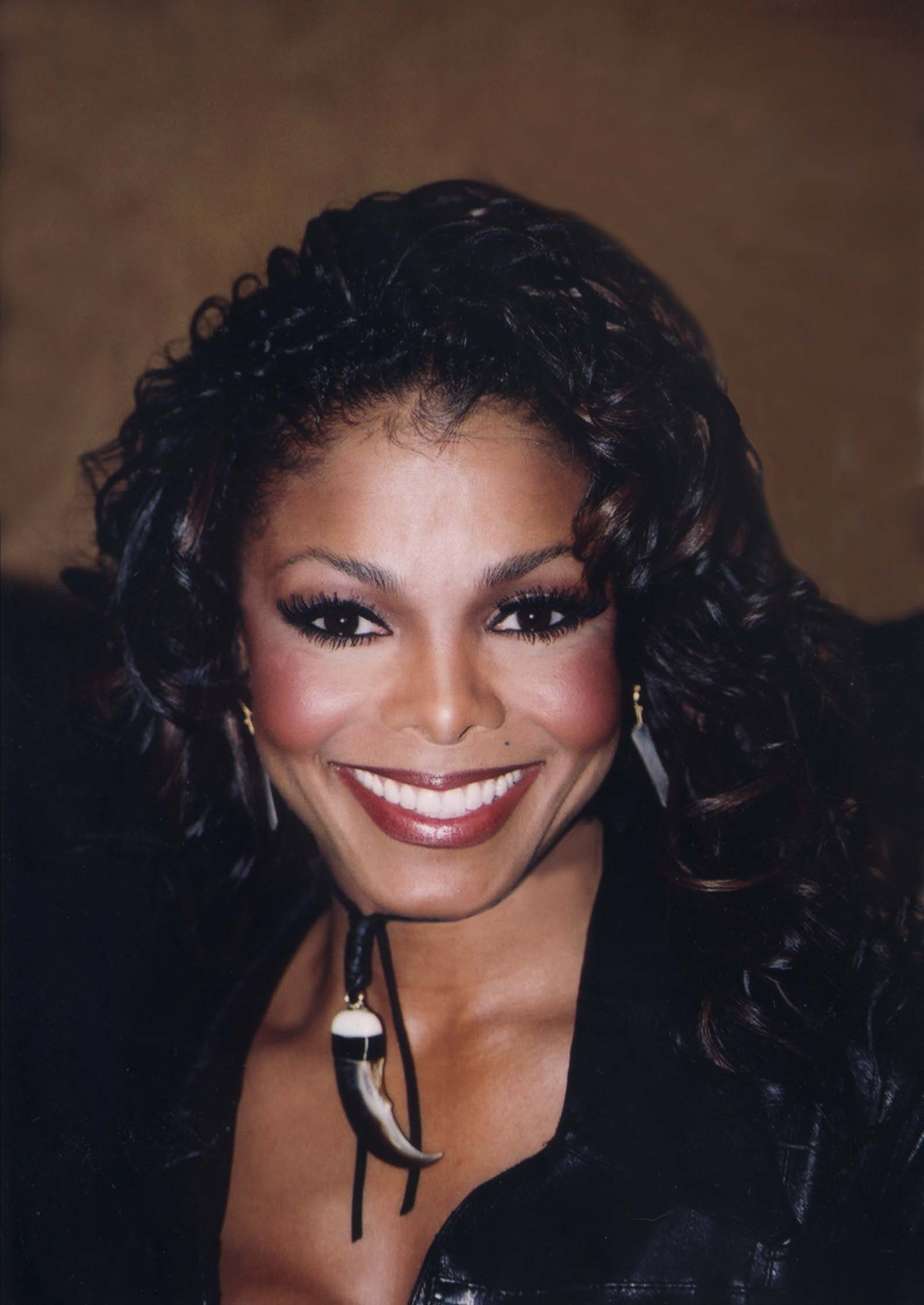
2002年

2000年、エディ・マーフィ主演映画『ナッティ・プロフェッサー2 クランプ家の面々』のヒロイン役で成功を収めた。その主題歌「ダズント・リアリー・マター」もヒットした。オリコンでは、日本での最大のヒットシングルとなり、同年のオリコン洋楽シングルチャートの年間1位を記録した。
2001年のアルバム『オール・フォー・ユー』は、過去の作品に比べるとポップな内容が受け、日本では80万枚を超えるジャネットのアルバムとして最大のヒットとなった。同年、MTVアイコンの最初の一人目に選ばれる。
2004年2月、国民的ショーである第38回スーパーボウルのハーフタイムショーでゲストのジャスティン・ティンバーレイクとのデュエット中にジャスティンがジャネットの衣装を引きちぎると片方の胸が露出してしまう事件を起こし、激しい非難を浴びる。生中継したテレビ局が罰金処分を受けたり、直後のグラミー賞やアカデミー賞の中継でハプニング防止策が取られるなど、波紋は大きかった。この一件で一時ジャネットは業界から干されたが、ジャスティンはお咎めを受けず、2018年にはジャスティン単独でハーフタイムショーにヘッドライナーとして再出演したことからその対応が人種差別・男女差別だったのではないかと指摘されている。
同年3月発表されたアルバム『ダミタ・ジョー』は、これまで以上に性的表現が目立っていた。スーパーボウルの一件によりテレビやラジオ局で曲が放送されなかった等の影響もあり、『コントロール』以降では商業的に失敗した作品となった。
2006年初頭には体重が増え、次のアルバムは大丈夫かと不安がる人もいたが、4ヶ月で27キロ減らし、55キロまで体重を落とした。ダイエットには健康的な食事と厳しいワークアウトをおこない、6月5日に米国で発売された雑誌「US Weekly」ではそのダイエットの詳細を掲載した。なお、体重増は映画出演のための役作りであったとされるが、結局映画出演は立ち消えになったため、真相は不明。
同年9月、アルバム『20 Y.O.』（トゥエンティ・イヤーズ・オールド）を発売。ジャム&ルイスとの共同制作が20年を迎える記念碑的作品となった。過去のヒット曲のテイストを織り込んで制作したとされるが、当時の恋人である著名プロデューサーのジャーメイン・デュプリの参加によりジャム&ルイス色が薄らぎ、セールス面では前作を大きく下回る結果となった。
2007年、ヴァージン・レコードとの契約を更新せず、同じくヴァージンを去ったジャーメイン・デュプリを追いかける形でアイランド・レコード(ユニバーサル ミュージック グループ)に移籍した。1月にはアメリカの経済誌フォーブスがエンターテイメント界で活躍する女性で資産の多い女性トップ20を発表し、ジャネットは総資産181億円で7位にランクインした。
10月には米国で公開されたタイラー・ペリー監督の映画『Why Did I Get Married?』に主役級で出演。
2008年2月、アルバム『ディシプリン』を発売。『コントロール』以降で初めてジャム&ルイスが参加しておらず、またジャネット自身は作詞・作曲に一切関わっていない異例なスタイルで制作された。Billboard 200では『オール・フォー・ユー』以来の1位を獲得。1stシングル「フィードバック」もBillboard Hot 100で最高19位と久々にTOP20に入った。しかし、他のシングルカットはビルボードHOT100にランクインせず。
レーベルが数か月でプロモーションを放棄したことをジャネットは非難し、わずか1年・1作品のみで、アイランドとの契約を終えたことが9月に明らかになった。
2008年9・10月に7年ぶりのツアー『Rock Witchu Tour』を米国とカナダのみで開催。また体調不良により幾つかの公演をキャンセルした。2009年2月に日本でも5公演が予定されたものの、1月下旬に「金融危機の影響」として延期を発表、後にキャンセルされた。
2009年9月、新曲「メイク・ミー」をインターネットで発表。11月には同曲を含むベストアルバム『ザ・ベスト・オブ・ジャネット・ジャクソン』）を発売。

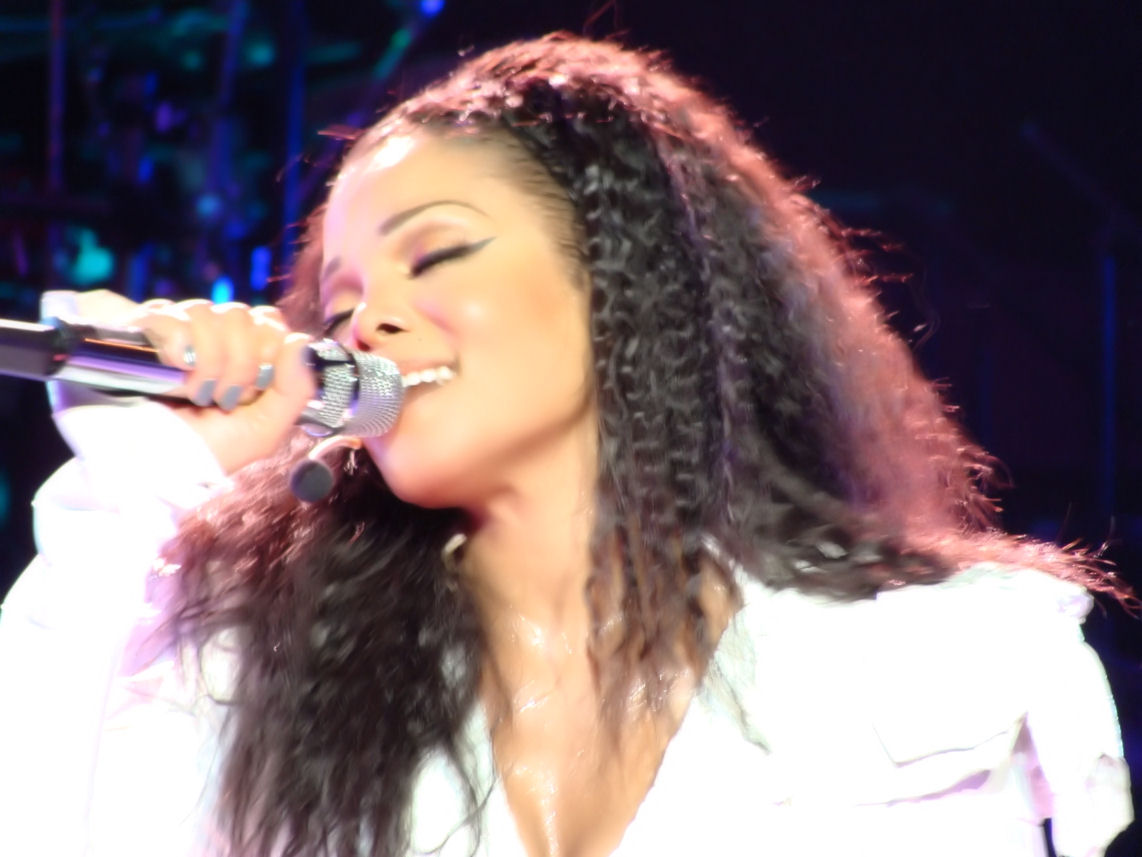
2011年

### 2010年代
2010年に公開された『Why Did I Get Married?』の続編『ジャネット・ジャクソン in 最強の夫婦 (Why Did I Get Married Too?)』にも引き続き主演、主題歌「ナッシング」も歌った。
2013年2月にEntertainment Tonight紙の取材において、以前から交際していたカタールの大富豪ウィサム・アル・マナと2012年末に密かにプライベートな結婚式を挙げていたことを公表した。結婚の贈り物はお互い児童チャリティへの寄付を選んだ。
2015年11月2日、7年ぶりとなるニュー・アルバム『アンブレイカブル』を全世界同時発売。アルバムは2006年以来9年ぶりにジャム&ルイスと制作され、全米1位を獲得。同年12月、開催中のツアー「アンブレイカブル・ワールド・ツアー」の2016年1月以降の日程について、ドクターストップにより延期することを発表。
2016年10月13日、第1子の妊娠を公表。翌年1月に男児を出産。しかし出産から3か月後の4月に離婚、同年には中断していたツアーをステイト・オブ・ザ・ワールド・ツアーとして再開。
2018年、ダディー・ヤンキーとのコラボレーション・シングル「メイド・フォー・ナウ」を発表。2019年にはロックの殿堂入りを果たし、授賞式ではジャネール・モネイがプレゼンターを務めた。

### 2020年代
2020年にはアルバムの発売が予定されていたが、新型コロナウィルス感染症のパンデミックによりお蔵入りとなった。
2022年、ライフタイムとA&Eでドキュメンタリー番組『ジャネット・ジャクソン 私の全て』が制作・放映された。ドキュメンタリーにはジャネットや家族、数多くの有名人などが登場し、噂やスキャンダルを含めこれまでを赤裸々に振り返った。同年、エッセンス・ミュージック・フェスティバルにヘッドライナーとして3度目の出演を果たし、27年のフェスティバルの歴史上最も多くの観客動員を記録した。
2023年からはワールドツアー『トゥゲザー・アゲイン・ワールド・ツアー』を開始、日本を含む世界各国のアリーナで公演を開催。2023年時点で5000万ドルを記録する自己最高の収益を挙げた。
2024年からはラスベガスでの常設公演も開催している。
2025年、アメリカン・ミュージック・アワードでアイコン賞を受賞、パフォーマンスも行う。

## 人物

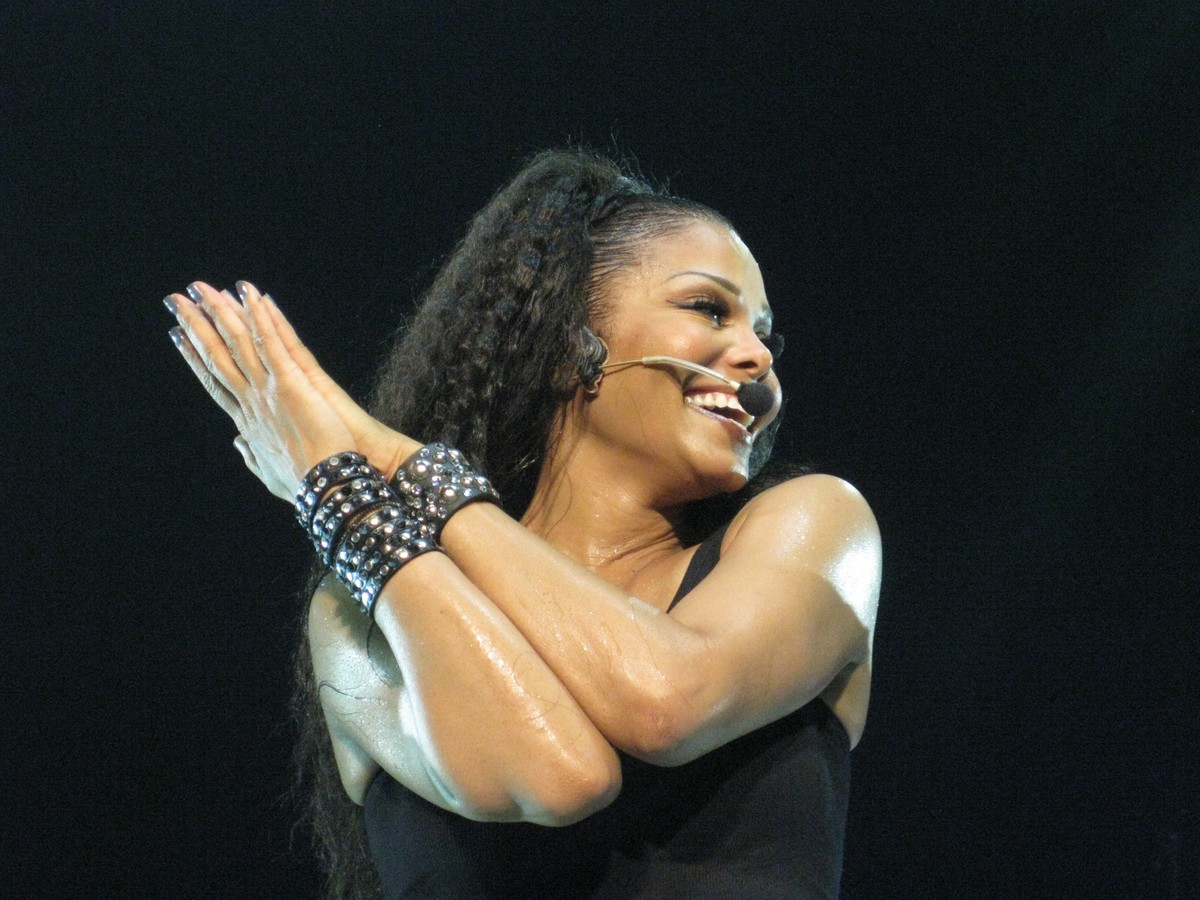
2011年

度々家族間の確執が話題になるジャクソン・ファミリーだが、マイケルとの仲はとても良かったと言われている。1993年にマイケルが少年への性的虐待疑惑をかけられメディアが過熱した際は、無実を祈ってワールドツアー（janet. World Tour）のステージ上で黙祷を捧げた。1995年に二人のデュエットScreamで共演した時のことをマイケルは『ビデオを撮ったのはジャネットと共演する為の口実』と話している。
ウィサムとの結婚によって2015年にはイスラム教に改宗した。2024年現在も信仰しているかは不明。

## ディスコグラフィ
アルバム・シングルの総売上枚数は1億枚以上。（2014年1月現在）

### スタジオ・アルバム
1. 『ヤング・ラヴ』 - Janet Jackson （1982年）
2. 『ドリーム・ストリート』 - Dream Street （1984年）
3. 『コントロール』 - Control （1986年）
4. 『リズム・ネイション1814』 - Janet Jackson's Rhythm Nation 1814 （1989年）
5. 『ジャネット』 - janet. （1993年）
6. 『ザ・ヴェルヴェット・ロープ』 - The Velvet Rope （1997年）
7. 『オール・フォー・ユー』 - All For You （2001年）
8. 『ダミタ・ジョー』 - Damita Jo （2004年）
9. 『トゥエンティ・イヤーズ・オールド』 - 20 Y.O. （2006年）
10. 『ディシプリン』 - Discipline （2008年）
11. 『アンブレイカブル』 - Unbreakable （2015年）

### ベスト・アルバム
- 『デザイン・オブ・ア・ディケイド/グレイテスト・ヒッツ』 - Design Of A Decade （1995年）
- 『ザ・ベスト・オブ・ジャネット・ジャクソン』 - The Best （2009年）
- 『アイコン〜ベスト・オブ・ジャネット・ジャクソン』 - Icon: Number Ones （2010年）
- 『ジャネット・ジャクソン ジャパニーズ・シングル・コレクション-グレイテスト・ヒッツ-』(2022年）

### リミックス・アルバム
- 『モア・コントロール』 - Control: The Remixes （1987年、リミックスアルバム）
- 『JANET.REMIXED』 - janet. Remixed （1994年、リミックスアルバム）

### アルバム ビルボードチャート・売上データ
| 発表年 | アルバム名                         | POPチャート | R&Bチャート | US売上枚数 | 全世界売上枚数 |
| ------ | ---------------------------------- | ----------- | ----------- | ---------- | -------------- |
| 1982年 | Janet Jackson                      | 63          | 6           | 約58万枚   | 約100万枚      |
| 1984年 | Dream Street                       | 147         | 19          | 約34万枚   | 約100万枚      |
| 1986年 | Control                            | 1           | 1           | 約680万枚  | 約1400万枚     |
| 1989年 | Janet Jackson's Rhythm Nation 1814 | 1           | 1           | 約720万枚  | 約1400万枚     |
| 1993年 | janet.                             | 1           | 1           | 約780万枚  | 約2000万枚     |
| 1996年 | Design Of A Decade 1986/1996       | 3           | 4           | 約380万枚  | 約800万枚      |
| 1997年 | The Velvet Rope                    | 1           | 2           | 約360万枚  | 約800万枚      |
| 2001年 | All For You                        | 1           | 1           | 約320万枚  | 約800万枚      |
| 2004年 | Damita Jo                          | 2           | 2           | 約99万枚   | 約300万枚      |
| 2006年 | 20.Y.O.                            | 2           | 1           | 約62万枚   | 約120万枚      |
| 2008年 | Discipline                         | 1           | 1           | 約44万枚   | 約67万枚       |
| 2015年 | Unbreakable                        | 1           | 1           |            |                |

売上データは Craving Janet およびWikipedia英語版Janet Jackson discographyによる

### 全米No.1獲得曲
アメリカ「ビルボード」誌に準拠。

### ビルボード HOT100チャート
- When I Think Of You (1986年、2週連続)
- Miss You Much (1989年、4週連続)
- Escapade (1990年、3週連続)
- Black Cat (1990年)
- Love Will Never Do (Without You) (1991年)
- That's The Way Love Goes (1993年、8週連続)
- Again (1993年、2週連続)
- Together Again (1998年、2週連続)
- Doesn't Really Matter (2000年、3週連続)
- All For You (2001年、7週連続)

### ビルボード R&Bチャート
- What Have You Done For Me Lately (1986年)
- Nasty (1986年)
- Control (1987年)
- Let's Wait Awhile (1987年)
- Diamonds (Herb Alpert featuring Janet Jackson、1987年)
- The Pleasure Principle (1987年)
- Miss You Much (1989年)
- Rhythm Nation (1990年)
- Escapade (1990年)
- The Best Things In Life Are Free (Luther Vandross & Janet Jackson、1992年)
- That's The Way Love Goes (1993年)
- Any Time,Any Place (1994年)
- I Get Lonely (1998年)
- What's It Gonna Be?! (Busta Rhymes featuring Janet Jackson、1999年)
- All For You (2001年)
- Call On Me (2006年)

## フィルモグラフィー
- Good Times (1977–1979、TVドラマシリーズ)
- 『アーノルド坊やは人気者』 - Diff'rent Strokes (1980–1984、TVドラマシリーズ)
- Fame (1984–1985、TVドラマシリーズ)
- Rhythm Nation 1814 (1989)
- 『ポエティック・ジャスティス/愛するということ』 - Poetic Justice (1993)
- 『ナッティ・プロフェッサー2 クランプ家の面々』 - Nutty Professor II: The Klumps (2000)
- Why Did I Get Married? (2007)
- 『ジャネット・ジャクソン in 最強の夫婦』 - Why Did I Get Married Too? (2010)
- For Colored Girls (2010)
- 『ジャネット・ジャクソン 私の全て』 - Janet Jackson (2022、ドキュメンタリー)

## 日本公演
- 1990年 Rhythm Nation Tour (ウドー音楽事務所)
  - 5月17日,18日・東京ドーム、5月20日,21日・大阪城ホール、5月23日・横浜アリーナ
  - 11月3日,4日・大阪城ホール、11月6日,7日・東京ドーム、11月14日,15日・名古屋レインボーホール、11月16日・横浜アリーナ
- 1994年 janet. Tour (ウドー音楽事務所)
  - 3月25日・長崎・ハウステンボス野外特設会場、3月27日・大阪城ホール、3月29日,30日・東京ドーム
- 1999年 The Velvet Rope Tour (キョードー東京)
  - 1月12日,13日,14日・日本武道館、1月16日,17日,19日,20日・大阪城ホール、1月21日・愛知県体育館、1月23日・浜松アリーナ、1月25日,26日・日本武道館
- 2002年 All For You Tour (キョードー東京)
  - 1月12日,13日・大阪ドーム、1月17日,18日・東京ドーム
- 2015年 Unbreakable World Tour (クリエイティブマン)[34]
  - 11月19日・インテックス大阪 5号館、11月21日,22日・さいたまスーパーアリーナ
- 2019年 State of The World Tour (クリエイティブマン)[35]
  - 2月10日,11日・日本武道館
- 2024年 Together Again World Tour (クリエイティブマン)[36]
  - 3月16日・ポートメッセなごや 第1展示館、3月17日・大阪城ホール、3月20日・Kアリーナ横浜

オープニング・アクト…TLC

## 日本での出演

### テレビ
- HEY!HEY!HEY! MUSIC CHAMP（フジテレビ、1997年12月1日）
- SMAP×SMAP（フジテレビ）
- MUSIC FAIR（フジテレビ）
- 夜のヒットスタジオ（フジテレビ）
- 2006年10月 - 12月
  - 森田一義アワー 笑っていいとも!（フジテレビ）
  - カワズ君の検索生活（フジテレビ）
  - うたばん（TBS）
  - ポップジャム（NHK総合）
  - 知っとこ!（毎日放送）
  - HAPPY Xmas SHOW（日本テレビ）

### CM
- JAL（1990年）